# Barbara Bel Geddes
Barbara Bel Geddes (New York, 1922. október 31. – Northeast Harbor, Maine, 2005. augusztus 8.) Golden Globe- és Primetime Emmy-díjas amerikai színésznő, művész és gyerekíró. Legismertebb szerepe Ellie Ewing a Dallas című filmsorozatban, de szerepelt a Macska a forró bádogtetőn eredeti Broadway-produkciójában, ahol Maggie-t alakította, és Hitchcock Szédülés (Vertigo) című filmjében is. Számos díjat kapott pályája során: egy Golden Globe-díjat, egy Emmy-díjat, valamint további kétszer jelölték Golden Globe-ra, kétszer Emmy-díjra és egyszer Oscar-díjra is.
Bel Geddes a Dallasból ment nyugdíjba 1990-ben és Northeast Harbor-i otthonában telepedett le, ahol folytatta a munkáját mint képzőművész, kiadója volt számos gyerekkönyvnek is. Kétszer házasodott, két lánya született. Tüdőrákban halt meg 2005-ben.

## Broadway-darabok
- Out of the Frying Pan (1941)
- Little Darling (1942)
- Nine Girls (1943)
- Mrs. January and Mr. X (1944)
- Deep Are the Roots (1946)
- Burning Bright (1950)
- The Moon Is Blue (1953)
- The Living Room (1954)
- Macska a forró bádogtetőn (Cat on a Hot Tin Roof) (1956)
- The Sleeping Prince (1956)
- Silent Night, Lonely Night (1959)
- Mary, Mary (1961)
- Luv (1964)
- Everything in the Garden (1967)
- Finishing Touches (1973)

## Filmográfia

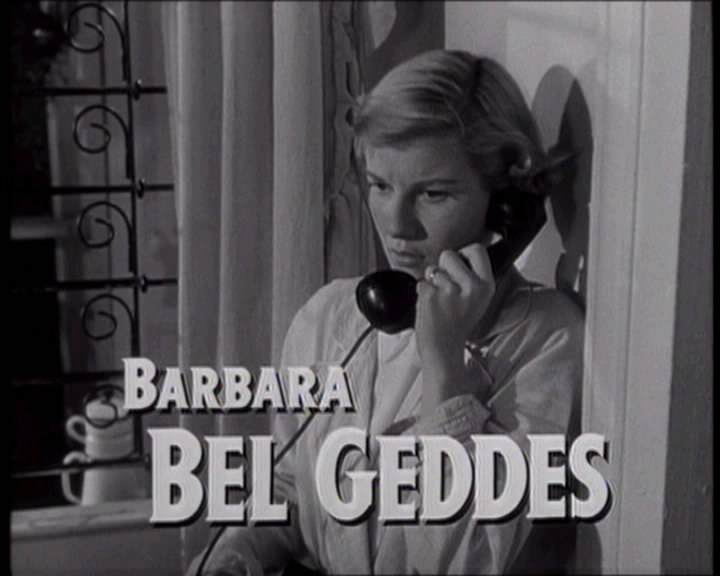

- A hosszú éjszaka (The Long Night, 1947)
- Én emlékszem a mamára (I Remember Mama, 1948)
- Vér a Holdon (Blood on the Moon, 1948)
- Zsákmány (Caught, 1949)
- Pánik az utcán (Panic in the Streets, 1950)
- 14 óra (Fourteen Hours, 1951)
- Szédülés (Vertigo, 1958)
- Five Branded Women (1959)
- Öt penny (The Five Pennies, 1959)
- Ki nem mondott szeretet (By Love Possessed, 1961)
- Summertree (1971)
- The Todd Killings (1971)

## Díjak és jelölések
Dallas
- 1982: Golden Globe-díj – a legjobb színésznő televíziós drámasorozatban
- 1980: Emmy-díj – a legjobb színésznő televíziós drámasorozatban
- 1981: Emmy-jelölés – a legjobb színésznő televíziós drámasorozatban
- 1981: Golden Globe-jelölés – a legjobb színésznő televíziós drámasorozatban
- 1980: Golden Globe-jelölés – a legjobb TV színésznő drámában

## Könyvei
- Barbara Bel Geddes: I Like to Be Me, Viking Juvenile (1963) ISBN 0-67039-059-3
- Barbara Bel Geddes: So Do I, Price Stern Sloan Pub (1973) ISBN 0-44803-420-4

## Fordítás
- Ez a szócikk részben vagy egészben  a   Barbara Bel Geddes című angol Wikipédia-szócikk fordításán alapul.  Az eredeti cikk szerkesztőit annak laptörténete sorolja fel. Ez a jelzés csupán a megfogalmazás eredetét és a szerzői jogokat jelzi, nem szolgál a cikkben szereplő információk forrásmegjelöléseként.